# Teodoro II Láscaris
Teodoro II Ducas Láscaris (grego: Θεόδωρος Δούκας Λάσκαρις, romanizado: Theodōros Doukas Laskaris; novembro de 1221/1222 – 18 de agosto de 1258) foi Imperador de Niceia de 1254 a 1258. Ele era o único filho do imperador João III Ducas Vatatzes e da imperatriz Irene Lascarina. Sua mãe era a filha mais velha de Teodoro I Láscaris, que fundou o Império de Niceia como um estado sucessor do Império Bizantino na Ásia Menor, após os cruzados terem capturado Constantinopla durante a Quarta Cruzada, em 1204. Teodoro recebeu uma educação excelente de dois renomados estudiosos, Nicéforo Blemides e Jorge Acropolita, e fez amizade com jovens intelectuais, especialmente com Jorge Muzalon, um pajem de origem humilde. Desde jovem, Teodoro escrevia tratados sobre temas teológicos, históricos e filosóficos.
O Imperador João III arranjou o casamento de Teodoro com Helena Asenina em 1235, formando uma aliança com o pai dela, João Asen II, Imperador da Bulgária, contra o Império Latino de Constantinopla. Segundo o próprio Teodoro, o casamento foi feliz e eles tiveram cinco ou seis filhos. A partir de 1241, Teodoro atuou como tenente de seu pai na Ásia Menor, durante as frequentes campanhas militares nos Bálcãs. Por volta de 1242, ele já era co-governante de seu pai, embora não tenha sido coroado co-imperador. Durante esse período, sua relação com alguns aristocratas influentes, como Teodoro Philes e Miguel Paleólogo, se tornou tensa.
Teodoro sucedeu seu pai em 4 de novembro de 1254, demitindo muitos altos funcionários e comandantes militares de origem aristocrática, substituindo-os por amigos leais, alguns de origens humildes. No mesmo ano, ele formou uma aliança defensiva com Caicaus II, o sultão seljúcida de Rum, contra o Império Mongol. Em 1256, Teodoro repeliu uma invasão búlgara na Trácia e na Macedônia e forçou Miguel II Comneno Ducas, governante de Epiro, a ceder Dirráquio, na costa do Mar Adriático, para Niceia. Ele reformou o exército, recrutando mais soldados entre os camponeses nativos da Ásia Menor. Eventualmente, Miguel II de Epiro formou uma aliança com Estêvão Uresis I, Rei da Sérvia, e Manfredo da Sicília contra Niceia. Os generais recém-nomeados por Teodoro não conseguiram resistir à invasão conjunta em 1257.
Teodoro ficou gravemente doente e, nos últimos meses de sua vida, raramente pôde participar da administração do império. Ele nomeou Jorge Muzalon como regente de seu filho menor de idade, João IV, antes de falecer, provavelmente devido à epilepsia crônica ou câncer. Dez dias depois, Muzalon foi vítima de uma conspiração aristocrática, e Miguel Paleólogo assumiu a regência, usurpando o trono logo em seguida.

## Biografia
Teodoro nasceu no palácio imperial em Niceia, filho do Imperador João III Ducas Vatatzes (r. 1221–1254) e Irene Lascarina, no final de 1221 ou começo de 1222. Irene era a filha mais velha de Teodoro I Láscaris (r. 1205–1221), fundador do Império de Niceia. Niceia foi um dos estados sucessores do Império Bizantino, criado após os cruzados católicos ("latinos") capturarem Constantinopla durante a Quarta Cruzada em 1204. João III foi terceiro marido de Irene, nascido em uma família aristocrática bizantina, relacionada às dinastias imperiais dos Comnenos e Ângelos, e servia como comandante da guarda imperial. Embora os dois irmãos de Irene tenham falecido prematuramente, Teodoro I não nomeou Vatatzes como seu herdeiro oficial, provavelmente esperando que sua terceira esposa, a latina Maria de Courtenay, tivesse filhos. No entanto, eles não tiveram filhos. Teodoro I morreu em novembro de 1221, e João III teve que derrotar os irmãos do falecido imperador, Alexios e Isaac Láscaris, para assegurar o trono. Sua vitória sobre eles e seus aliados latinos na Batalha de Pemaneno, no inverno de 1223–1224, abriu o caminho para a reconquista dos territórios bizantinos perdidos para os latinos na Ásia Menor.
Teodoro foi o único filho de seus pais, tendo adotado o sobrenome da família de sua mãe. Sua mãe sofreu um acidente a cavalo e não pôde ter mais filhos após o nascimento dele. Teodoro foi "criado como de costume para uma criança real", segundo suas próprias palavras, provavelmente referindo-se à sua educação nos aposentos das mulheres no palácio e ao luxo que o cercava. Sua infância foi alegre, e ele lembrava que "encontrava grande consolo" junto de seu pai. Ele também recordava que seus pais não o puniram quando seu tutor o acusou de mau comportamento.

## Educação

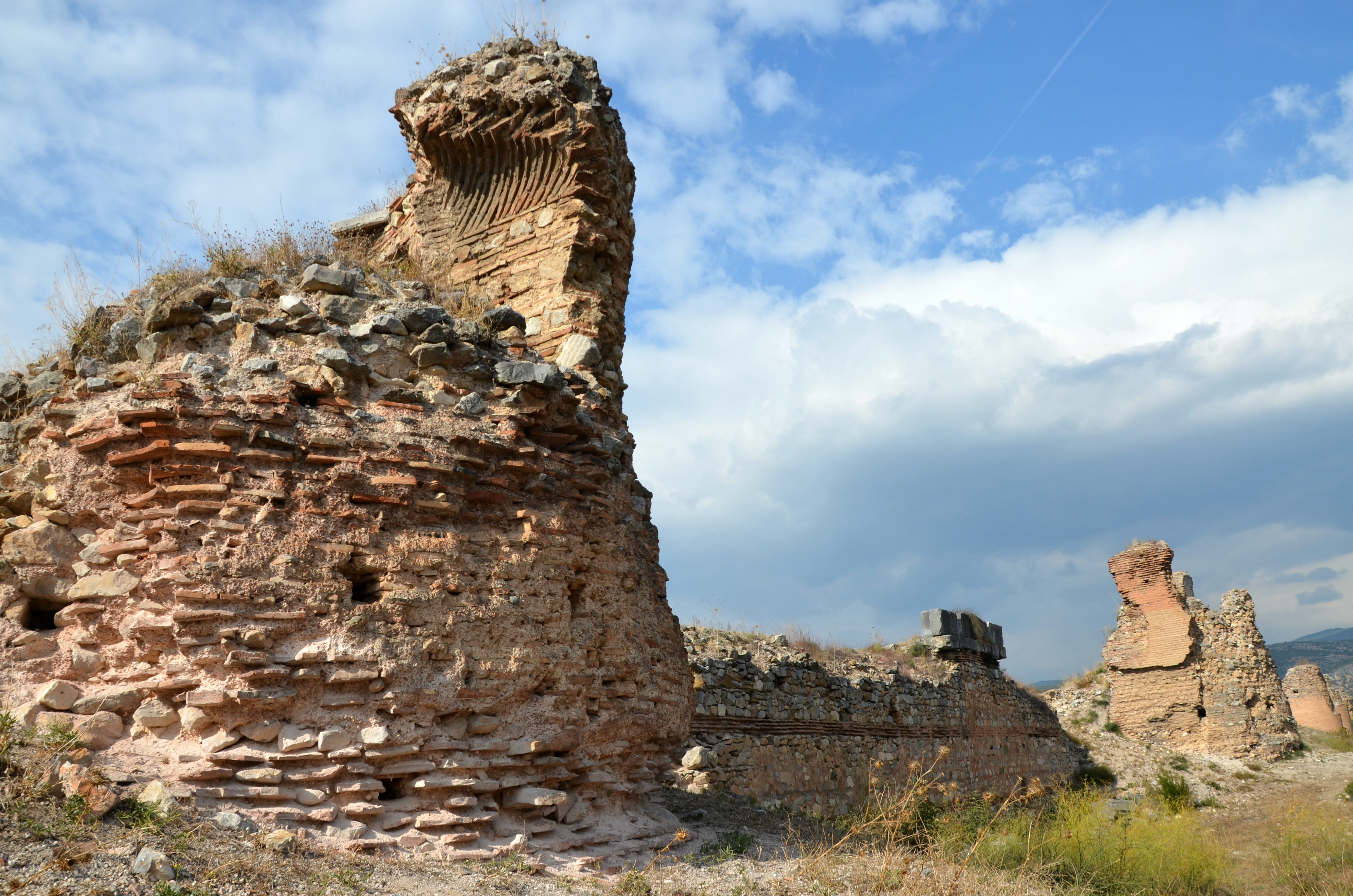
Ruínas das muralhas de Niceia, hoje (İznik, na Turquia)

Teodoro provavelmente foi colocado aos cuidados de um tutor em 1228, já que a educação formal das crianças aristocráticas de Niceia geralmente começava por volta dos seis anos de idade. Como parte de sua formação, ele memorizava textos da Bíblia e orava três vezes ao dia. Até o fim de sua vida, Teodoro conseguia recitar de cor os Salmos e as parábolas de Jesus. Sua educação secundária começou por volta de 1230 e Teodoro detestava seu principal tutor, descrevendo-o como um "grande tagarela" em seus escritos, sem mencionar seu nome.
Teodoro estudou gramática (o grego ático), poesia, retórica, lógica, matemática, astronomia, geometria e música durante três anos. Seus estudos de gramática despertaram um interesse que carregaria pela vida toda: o fascínio por palavras com múltiplos significados e suas etimologias. O jovem Teodoro se encantou com as orações de Demóstenes e Hermógenes de Tarso. Também tinha grande admiração pelo teólogo Gregório de Nazianzo. Seu tutor o ridicularizava por "filosofar demais" e o encorajava a dedicar mais tempo aos estudos militares e diplomáticos. Teodoro também era um caçador apaixonado e jogador de polo, com habilidades notáveis em cavalgada.
As negociações para o casamento de Teodoro com Helena Asenina começaram logo após a Batalha de Klokotnitsa, quando o pai de Helena, o imperador (ou czar) João Asen II da Bulgária (r. 1218–1241), derrotou de forma devastadora o Imperador de Tessalônica e governante de Epiro, Teodoro Comneno Ducas (r. 1215–1230). Essa batalha enfraqueceu Epiro-Tessalônica, o principal rival ocidental de Niceia na disputa pela restauração do Império Bizantino, e tornou a Bulgária a potência dominante na Península Balcânica.
O casamento de Teodoro e Helena consolidou a aliança entre seus pais contra o Império Latino de Constantinopla, em 1235. No mesmo ano, tropas búlgaras e de Niceia cercaram Constantinopla, mas não conseguiram conquistar a cidade. Em 1237, João Asen II mudou de lado, aliando-se aos latinos para conter a expansão de Niceia na Trácia, apenas para voltar à aliança com Niceia antes do final do ano. Esses movimentos estratégicos de seu sogro fizeram com que Teodoro passasse a desconfiar dos búlgaros, uma desconfiança que ele carregaria pelo resto da vida.
Teodoro teve aulas de filosofia com um dos professores mais renomados, Nicéforo Blemides. Como Blemides era o hegúmeno (abadia) de um monastério em Éfeso, Teodoro frequentava suas aulas enquanto ficava no palácio de inverno de seu pai, em Nymphaion, que ficava ali perto. O ardente aristotelismo de Blemides teve um forte impacto em Teodoro, que frequentemente mencionava conceitos aristotélicos como potencialidade e atualidade em seus escritos. No início da década de 1240, Blemides foi acusado de desvio de dinheiro por um de seus alunos. Embora a intervenção de Teodoro o tenha salvado da prisão, ele abandonou as aulas. Teodoro, no entanto, continuou a visitá-lo regularmente e mantinha correspondência com ele.
Um jovem estudioso, chamado Jorge Acropolita, substituiu Blemides como principal tutor de Teodoro. Nascido em Constantinopla, Acropolita tinha experiência direta com o domínio latino na cidade. Ele completou a educação de Teodoro em lógica e matemática. Além disso, Acropolita era historiador e mais tarde escreveria a crônica mais detalhada sobre o Império de Niceia.
A mãe de Teodoro faleceu no final de 1239. Seu pai se casou novamente no final do verão de 1240, com Constança, filha ilegítima de Frederico II do Sacro Império Romano-Germânico (r. 1220–1250), cujo nome foi mudado para Anna. Ela tinha cerca de dez anos, e Vatatzes iniciou um escandaloso caso amoroso com uma das damas de companhia italianas de Anna, chamada Marchesina. Marchesina recebeu o direito de usar sapatos roxos e enfeitar seu cavalo com adornos púrpura, um privilégio reservado apenas aos parentes mais próximos do Imperador.

## Família
Teodoro II Ducas Láscaris casou-se com Helena Asenina da Bulgária, filha de João Asen II da Bulgária em 1235, com quem teve diversos filhos, incluindo:
- Irene Ducena Lascarina, que se casou com Constantino Tico da Bulgária
- Maria Ducena Lascarina, que se casou com Nicéforo I Comneno Ducas do Despotado de Epiro
- João IV Láscaris, que sucedeu ao pai no trono de Niceia e reinou até 1261.

Tendo tomado o trono imperial e tornado o jovem João IV, de apenas onze anos, inelegível ao cegá-lo, Miguel VIII ordenou que as outras três filhas de Teodora fossem casadas com estrangeiros italianos ou búlgaros para que seus descendentes não ameaçassem o direito de seus próprios filhos à sucessão imperial. Entre elas:
- Teodora, que se casou com o barão de Veligosti Mateus de Mons.[16]
- Eudóxia Láscaris, que se casou com Pedro I de Ventimiglia e Tende.
- De acordo com Jorge Paquimeres, Teodoro teve uma quinta filha, que pode ter sido ilegítima, mas que se casou com Esvetoslau, déspota da Bulgária.[17]